# Kuluhun de Cima
Kuluhun de Cima (Culu Hun de Cima, Kuluhun Leten, indonesisch Kuluhun Atas, deutsch „Ober-Culuhun“) ist ein Ortsteil der osttimoresischen Landeshauptstadt Dili im Suco Culu Hun (Verwaltungsamt Cristo Rei, Gemeinde Dili).

## Geographie und Einrichtungen
Der Stadtteil deckt sich im Suco Culu Hun mit der Aldeia Toko Baru II (Antigo Asls), manchmal wird auch das zum Suco Acadiru Hun gehörende Ufer westlich des Mota Bidau zu Kuluhun de Cima gezählt, während neuere Karten hier die Aldeia Culuhun de Baixo (Kuluhun Kraik, deutsch Unter-Culuhun, ehemals indonesisch Kuluhun Tengah, deutsch West-Culuhun) zeigen. Südlich der Avenida de Becora befinden sich die Stadtteile Becusi de Baixo und Kuluhun Taibesi Leten, die ebenfalls zum Suco Culu Hun gehören. Teil vom Suco Bidau Santana ist der Stadtteil Mota Claran, nördlich der Rua Hospital Nacional Bidau. Östlich des Flusses Bemori liegt der Stadtteil Masau de Baixo (Suco Becora).
Im Norden von Kuluhun de Cima liegt das Hospital Nacional Guido Valadares (HNGV), das größte Krankenhaus Osttimors. An der Avenida de Becora befinden sich der Sitz des Sucos Culu Hun und die Grundschule Culu Hun.